# Marcus Tracy
Marcus Tracy (* 2. Oktober 1986 in Philadelphia) ist ein US-amerikanischer ehemaliger Fußballspieler.

## Karriere
Als Jugendlicher spielte Tracy für die Newtown High School aus Newtown. Nach seinem Abschluss wechselte er an die Wake Forest University nach Winston-Salem (North Carolina). Für die Universitätsmannschaft spielte er 77-mal, erzielte dabei 30 Tore und gab 23 Torvorlagen. In seiner letzten Collegesaison wurde er als bester Spieler mit der Hermann Trophy, der höchsten Auszeichnung im Collegefußball, geehrt und in das NCAA First-Team All-American gewählt. Im MLS SuperDraft 2009 wurde Tracy erst an 56. Stelle von Houston Dynamo ausgewählt, da bereits zuvor sein Wechsel nach Dänemark feststand.
Anfang 2009 unterschrieb Tracy schließlich einen Vertrag bei Aalborg BK aus Dänemark bis 2011. Sein Debüt in der dänischen Profiliga gab er am 23. März 2009 gegen den FC Midtjylland, dabei traf er in der 67. Spielminute per Kopf zum entscheidenden 3:2-Endstand. Tracy wurde außerdem einmal im UEFA-Pokal eingesetzt, als er am 19. März in der 77. Minute gegen Manchester City für Kasper Risgård eingewechselt wurde. 